# Confederación de Tyszowce

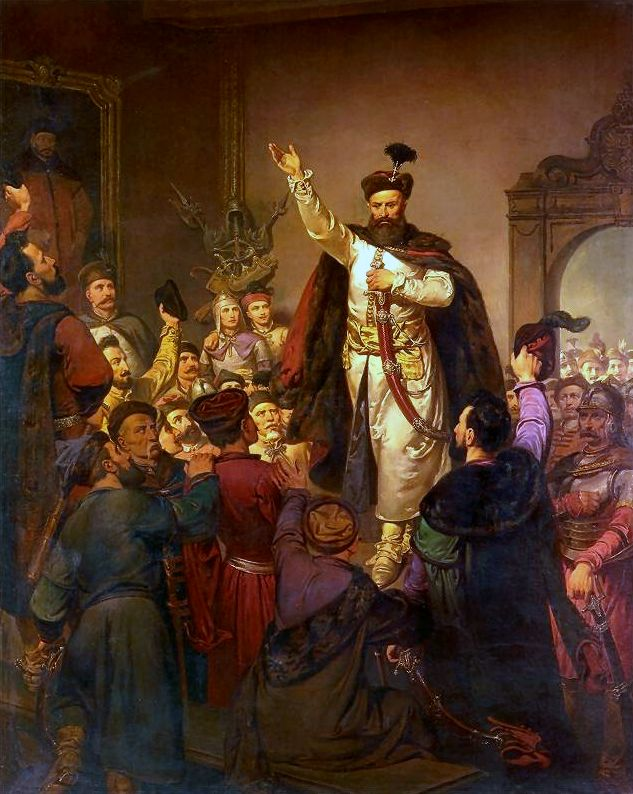
La Confederación de Tyszowce (Valery Eljasz De Radzikowski)

La Confederación de Tyszowce (en polaco Konfederacja tyszowiecka) fue una alianza político-militar constituida por los jefes militares polacos Estanislao «Rewera» Potocki y Stanisław Lanckoroński, el 29 de diciembre de 1655 en Tyszowce, al este de Cracovia. La Alianza representó, junto a la exitosa Defensa de Jasna Góras (18 de noviembre al 27 de diciembre de 1655), un punto de inflexión en la guerra de Suecia contra Polonia-Lituania en la Segunda Guerra Nórdica. Esta Alianza incluía, además de los mencionados Hetmanen, otros importantes miembros de la nobleza polaca, como, por ejemplo, Stefan Czarniecki. La Alianza de la nobleza polaco-lituana (Szlachta) apoyaban a Juan II Casimiro que el 18 de diciembre de 1655 había vuelto de su exilio en Silesia.